# Scytodes velutina
Scytodes velutina là một loài nhện trong họ Scytodidae.
Loài này thuộc chi Scytodes. Scytodes velutina được miêu tả năm 1832 bởi Heineken & Lowe.